# سوزان اولسن (بازیگر دانمارکی)
سوزان اولسن (دانمارکی: Susan Olsen؛ زادهٔ ۲۷ آوریل ۱۹۶۴) بازیگر اهل دانمارک است.
از فیلم‌هایی که وی در آن‌ها نقش داشته‌است، می‌توان به یک انسانِ به‌تمام معنا اشاره نمود.